# Сірі Петтерсен
Сірі Петтерсен (норв. Siri Pettersen; 28 жовтня 1971, Фіннснес, фюльке Трумс-ог-Фіннмарк, Норвегія) — норвезька письменниця, авторка коміксів, художниця-карикатуристка й ілюстраторка.

## Життєпис
Дитинство провела в Серрейсі і Тронгеймі. Від початку 2000-х почала активно працювати в індустрії коміксів. Є членкинею Асоціації художників коміксів у Тронгеймі.

## Творчість
Пише книги в жанрі фентезі й наукову фантастику.
2004 року видала кілька коміксів під назвою «Анти-клімакс» (Anti-Klimaks) — гумористичну серію з яскраво вираженим політичним підтекстом. Група молодих людей, які виступають проти всього світу, оскаржують закони сучасного суспільства і хочуть його виправити. Однак, оскільки вони постійно сперечаються між собою, їм ніколи змінювати дійсність. За словами самої письменниці, це серія коміксів для тих, хто хоче іншого світу.
2004 року вийшов її альбом під назвою Heller mot enn for! («Ні проти, ні за!»).
Авторка «Kråkene», коміксу, в якому відсутній діалог, і коміксу в жанрі фентезі «Myrktid».
У 2013—2015 роках видала фентезійну трилогію «Ravneringene» («Круги ворона»): «Odinsbarn» («Нащадок Одіна», 2013), «Råta» («Скверна», 2014) і «Evna» («Міць», 2015). Трилогію перекладено шведською, фінською, данською, італійською, бразильською, португальською, естонською, івритом, чеською, польською та німецькою мовами.
Права на екранізацію купила норвезька кінокомпанія Maipo Films.

## Нагороди
Лауреатка премій Norwegian Fable Award, South Literary Award, Havmann Award.
- Премія видавництва Bladkompaniet за «Анти-клімакс» (2002)
- Літературна премія Norsk Tegneserieforum (NTF) Sproingprisen за найкращий дебют (2004)
- Премія Норвезьких книготорговців за книгу «Odinsbar» («Нащадок Одіна», 2013)
- Премія книжкових блогерів (2013)
- Премія для дебютантів Міністерства культури (2014)
- Премія Fabelprisen (2014)
- Премія Весна (2014)
- Премія Норвезьких книготорговців Bokhandlerprisen (2014)
- Премія книжкових блогерів (2014)
- Грант Норвезьких продавців книг (2015)
- Внесена в книгу пошани IBBY (2016).